# Æðarfossar
Der Æðarfossar sind Wasserfälle im Nordwesten von Island.
Die Laxá í Aðaldal bildet nördlich des Norðausturvegurs  den See Mýrarvatn und fällt dann in mehreren Wasserläufen 3 Meter tief über die Æðarfossar. Die Laxá, der Abfluss aus dem Mývatn, hat bis hier 56 km  zurückgelegt und fließt weitere 2 km in die Bucht Skjálfandi.
Übersetzt aus dem Isländischen sind das die Eiderentenwasserfälle. In der Nähe liegt der Bauernhof Laxamyri, der bekannt ist für Eiderdauen. Hier wurde der Dichter Jóhann Sigurjónsson geboren.